# Осада Читторгарха (1567—1568)

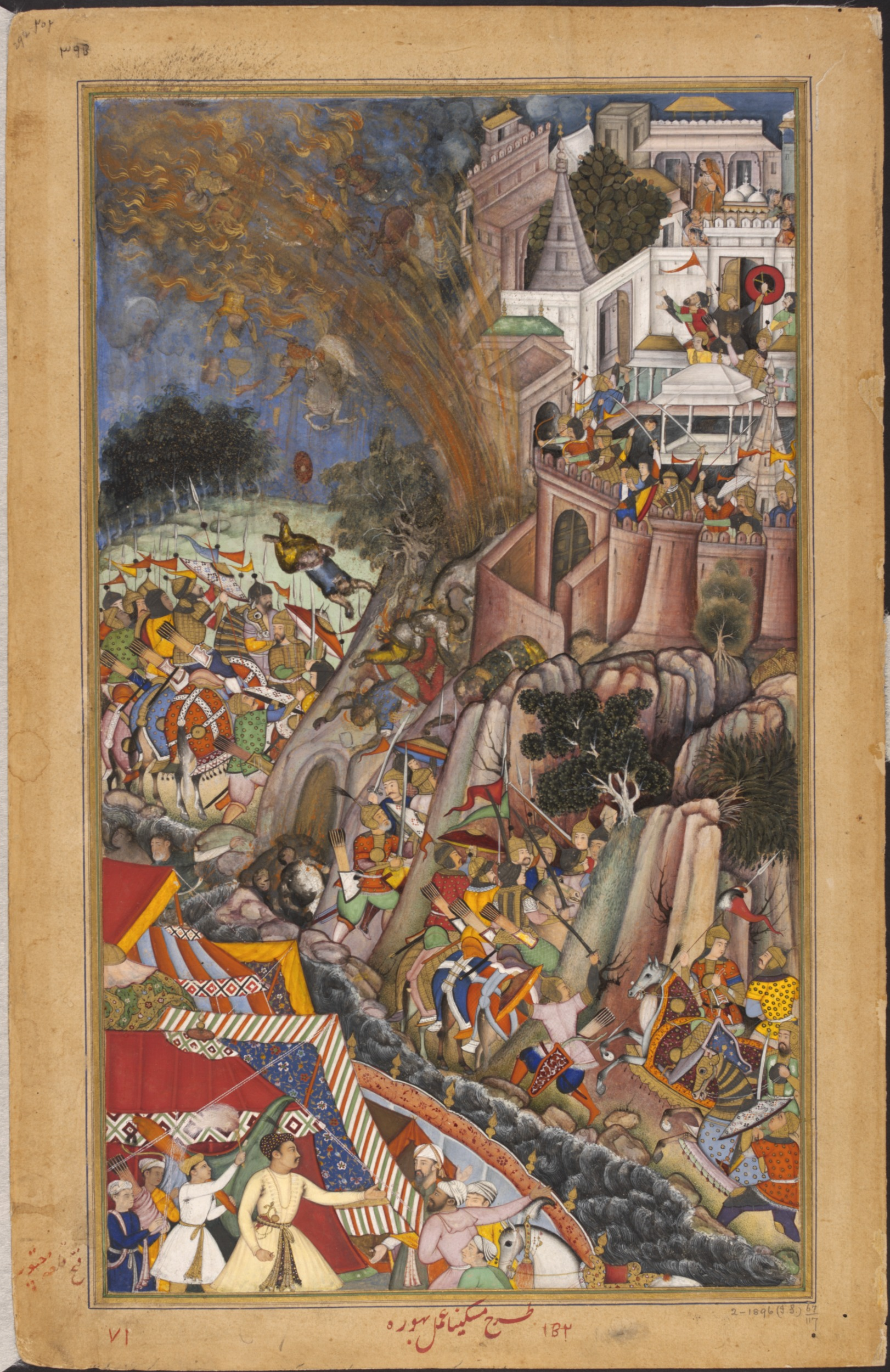
Осада могольскими войсками Читторгарха

Осада Читторгарха (23 октября 1567 — 23 февраля 1568) — часть военной экспедиции Империя Великих Моголов против Королевство Мевар в 1567 году. Могольский император Акбар осадил крепость Читтор в октябре 1567 года после того как правящий раджпутский клан Сисодия отказался признать его суверенитет.
Крепость была разграблена 23 февраля 1568 года после почти шестимесячной осады, приведшей к экспансии Моголов на территорию Удай Сингха II.

## Предыстория
Моголы всегда с опаской относились к раджпутским княжествам Раджастана. Помимо того, что раджпутские владения были центром власти, они также препятствовали доступу к Гуджарату и его процветающие морские порты, а также Малве. Чтобы контролировать любой из этих регионов, императору Великих Моголов необходимо было достичь взаимопонимания с раджпутами. Местные правители, такие как Раджа Бхармал из Амбера уже подчинялся Акбар в 1562 году. Однако Мевар, самое могущественное и крупное из раджпутских государств, ещё оставалось независимым. В это время Удай Сингх, рана Мевара (1540—1572), был готов к принятию сюзеренитета Великих Моголов и выплате дани, он не был готов склонить голову в знак повиновения Акбару, поскольку, согласно Абу-л-Фазла" никто из его предков не кланялся и не целовал землю". Кроме того, рана также досаждал Акбару, когда он впервые предоставил убежище султану Малвы Бахадур Малва, а затем мирзам из Самбхала.
После подавления восстаний мир и узбекской знати в 1567 году император Акбар обратил свой взор на Раджастхан и его влиятельное королевство Мевар.
До того, как Акбар осадил форт в октябре 1567 года, рана Удай Сингх созвал совещание своих министров, умрао и ведущих граждан о том, как преодолеть угрозу вторжения Акбара. Большинство его вельмож и министров советовали ему покинуть Читтор вместе с королевской семьей и удалиться в западные земли Мевара, чтобы продолжить борьбу в будущем. Решение не было хорошо воспринято правящей семьей Мевара. Принц Пратап категорически возражал против этого решения. Однако под давлением своих министров и граждан Мевара Удай Сингх покинул форт с 7-8 000 раджпутов под командованием Джаймала и Патты. Затем он призвал на помощь около 1000 мушкетеров из Калпи и укрепил форт, обеспечив его достаточным запасом продовольствия.

## Осада
Первоначально моголы пытались атаковать крепость напрямую, но цитадель была настолько прочной, что единственными доступными для моголов вариантами были либо морить жителей форта голодом, либо каким-то образом добраться до стен и подорвать их. После того, как первоначальные агрессивные попытки добраться до стены потерпели неудачу, Акбар приказал отряду из 5000 опытных строителей, каменщиков и плотников для строительства сабатов (подходных траншей) и шахт для достижения стен . Две шахты и один сабат были построены после значительных потерь, в то время как три батареи обстреливали форт. Также была отлита большая осадная пушка, чтобы пробить стены, как только сабат достиг цели.
Через пятьдесят восемь дней после начала осады имперские саперы, наконец, достигли стен Читторгарха. Две мины были взорваны, и стены были разрушены ценой 200 штурмующих. Но защитники вскоре закрыли проход. Затем Акбар неуклонно приближал свои осадные пушки к стенам под прикрытием сабата. Наконец, в ночь на 22 февраля 1568 года моголы смогли прорвать стены в нескольких местах одновременно, чтобы начать скоординированный штурм. В последовавшем сражении Акбар смог убить командира раджпутов Джаймала выстрелом из мушкета. Его смерть подорвала боевой дух защитников, которые считали день проигранным.

## Последствия
После разграбления крепости 23 февраля 1568 года могольский император Акбар приказал устроить крупномасштабную резню 30 000 мирных жителей внутри форта, которые в основном были мирными жителями. Несколько индуистских и джайнских храмов и святынь были разрушены по приказу Акбара.
Акбар пробыл в Читторгархе три дня, прежде чем отправиться в храм Хваджи Моунуддина Чишти, поскольку он поклялся отправиться в храм, если выиграет осаду. Читтор был назначен саркаром владений Великих Моголов и поставлен во главе Асаф-хана.
Однако Удай Сингх II, рана Мевара, продолжал оставаться на свободе до своей смерти четыре года спустя . Его сын и преемник Пратап Сингх проиграл битву при Халдигати. Хотя он потерял весь Мевар до 1582 года, благодаря партизанской войне ему удалось вернуть западный Мевар до своей смерти. В 1615 году Амар Сингх I, сын Пратапа Сингха, признал сюзеренитет Моголов, а год спустя император Джахангир в качестве жеста доброй воли разрешил ему въезд в форт Читтор при условии, что он никогда не будет отремонтирован, поскольку его могут использовать в качестве бастиона для будущих восстаний.

## В популярной культуре
Разграбление Читтора было частью телесериала Sony Bharat Ka Veer Putra — Махарана Пратап, основанного на жизни Махараны Пратапа. Сериал изображал осаду форта в более чем двадцати эпизодах, названных Читтор пар Санкат.